# Editora Laterza
A Casa editrice Giuseppe Laterza & figli é uma das maiores editoras da Itália. Foi fundada na cidade de Bari em 10 de maio de 1901 por Giovanni Laterza (1873-1943) como natural seguimento de sua atividade como livreiro e tipógrafo. 